# Sporormiella insignis
Sporormiella insignis är en svampart som tillhör divisionen sporsäcksvampar, och som först beskrevs av Gustav Niessl von Mayendorf, och fick sitt nu gällande namn av S.Iktikhar Ahmed och Roy Franklin Cain. Sporormiella insignis ingår i släktet Preussia, och familjen Sporormiaceae. Arten är reproducerande i Sverige.